# 岸浪建史
岸浪 建史（きしなみ たけし、1944年 - ）は、日本の機械工学者。北海道大学名誉教授。国立大学法人北海道大学理事・副学長や、釧路工業高等専門学校校長、日本学術会議会員などを務めた。

## 人物・経歴
1962年北海道大学理類入学。1966年北海道大学工学部卒業。星光一らに師事。1968年北海道大学大学院工学研究科修士課程修了、工学修士。1971年北海道大学大学院工学研究科博士課程修了、工学博士、北海道大学工学部講師。1972年北海道大学工学部助教授。1987年北海道大学工学部教授。2003年北海道大学大学院工学研究科長・工学部長。2004年北海道大学理事・副学長。2005年日本学術会議会員。2007年釧路工業高等専門学校校長。2010年国立高等専門学校機構理事。2012年室蘭工業大学監事、北海道青少年科学文化財団理事長。2018年北海道生産性本部副会長。令和2年春の叙勲で瑞宝中綬章受章。

## 受賞
- 2002年 経済産業大臣賞[3]
- 1999年 精密工学会賞[3]
- 1997年 精密工学会沼田記念賞[3]
- 1996年 日本機械学会FA部門功績賞[3]
- 1993年 型技術協会技術賞[3]
- 1990年 精密測定技術振興財団高城賞[3]
- 1989年 精密工学会論文賞[3]
- 1987年 精密工学会賞[3]